# Klenove, Volodarka
Klenove (în ucraineană Кленове) este un sat în comuna Marmuliivka din raionul Volodarka, regiunea Kiev, Ucraina.

## Demografie
Componența lingvistică a localității Klenove
     Ucraineană (98,8%)
     Rusă (1,2%)
Conform recensământului din 2001, majoritatea populației localității Klenove era vorbitoare de ucraineană (98,8%), existând în minoritate și vorbitori de rusă (1,2%).